# Tipuloplecia breviventris
Tipuloplecia breviventris  (лат.) — вымерший вид двукрылых. Единственный представитель рода Tipuloplecia и семейства Tipulopleciidae. Описан в 1962 году Борисом Борисовичем Родендорфом по единственному окаменелому экземпляру самца, который был найден в Казахстане в отложениях верхней юры.

## Описание
Длина тела около 3 мм. Крылья длиннее тела.